# Сторожук Іван Якович
Іван Якович Сторожук (1922, село Коров'є Подільської губернії, тепер Теофіпольського району Хмельницької області — 11 грудня 1975, місто Хмельницький) — український радянський і партійний діяч, секретар Хмельницького обкому КПУ. Депутат Верховної Ради УРСР 7-го скликання.

## Біографія
Народився в селянській родині. Трудову діяльність розпочав у 1937 році секретарем Теофіпольського районного відділу народної освіти Кам'янець-Подільської області. Потім працював бухгалтером районної ощадної каси і завідувачем діловодства Теофіпольського районного військового комісаріату Кам'янець-Подільської області.
У 1941—1942 роках — колгоспник колгоспу «Октябрь» Хрєновського району Воронезької області РРФСР.
Служив у Червоній армії, учасник радянсько-німецької війни з 1942 року. Був важко поранений.
Член ВКП(б) з 1944 року.
Після демобілізації, з 1944 року перебував на партійній роботі в Кам'янець-Подільській області: помічник секретаря Теофіпольського районного комітету КП(б)У, штатний пропагандист, завідувач відділу партійних, профспілкових і комсомольських організацій Теофіпольського районного комітету КП(б)У.
З 1950 року — 2-й секретар Теофіпольського районного комітету КП(б)У Кам'янець-Подільської області.
Освіта вища. У 1955 році закінчив Вищу партійну школу при ЦК КПУ. 
У 1955—1962 роках — 1-й секретар Теофіпольського (з 1959 року — Мануїльського) районного комітету КПУ Хмельницької області.
У березні — грудні 1962 року — парторг Хмельницького обласного комітету КПУ по Старокостянтинівському територіальному виробничому колгоспно-радгоспному управлінню. У грудні 1962 — січні 1965 року — секретар партійного комітету Старокостянтинівського територіального виробничого колгоспно-радгоспного управління Хмельницької області.
У січні 1965 — грудні 1970 року — 1-й секретар Старокостянтинівського районного комітету КПУ Хмельницької області.
19 грудня 1970 — 12 серпня 1975 року — секретар Хмельницького обласного комітету Компартії України.
З серпня 1975 року — персональний пенсіонер союзного значення.

## Нагороди
- орден Леніна
- два ордени Трудового Червоного Прапора (26.02.1958,)
- орден Червоної Зірки